# Gabrielle Réjane
Gabrielle Réjane  (París, 5 de junio de 1856-ibidem, 14 de junio de 1920) fue una actriz teatral de nacionalidad francesa.

## Biografía
Nacida en París, Francia, su nombre completo era Gabrielle-Charlotte Reju. Hija de un actor, fue pupila de François-Joseph Regnier en el Conservatorio de París, consiguiendo un segundo premio por su trabajo en 1874. Su debut tuvo lugar al año siguiente, durante el cual interpretó diferentes papeles ligeros, especialmente de soprano soubrette. Su primer gran éxito llegó con la obra de Henri Meilhac Ma camarade (1883), y pronto fue conocida como una actriz emocional dotada con una capacidad poco frecuente, destacando sus actuaciones en Décor, Germinie Lacerteux, Ma cousine, Amoureuse y Lysistrata.
En 1892 se casó con Paul Porel, el director del Teatro du Vaudeville. Fueron los padres de la actriz Germaine Porel, casada en 1916 con el cirujano estadounidense Philip Duncan Wilson (1886-1969), y del escritor Jacques Porel (1893-1932), que se casó en segundas nupcias con la actriz Jany Holt (1909-2005). Sin embargo, el matrimonio se disolvió en 1905, tras lo cual Réjane viajó en gira por Quebec. En 1894 actuó en Londres, y al año siguiente representó su papel de mayor fama, el de Catherine en la obra de Sardou Madame Sans-Gêne, representada en Nueva York. Sus interpretaciones en Madame Sans-Gêne (1893) la convirtieron en una figura conocida en Inglaterra y en los Estados Unidos, y en años posteriores hizo papeles en ambos países, destacando especialmente con Zaza y La Passerelle.
En 1905 adquirió el Nouveau-Théâtre de Lugné-Poe, que rebautizó como Teatro Réjane tras un gran trabajo. Entre otras obras estrenó en el local El pájaro azul de Maurice Maeterlinck en 1911 y retomó con el mismo éxito Madame Sans-Gêne. Dirigió el teatro hasta 1918, año en el que el productor Léon Volterra compró la sala dándole su nombre actual, el Théâtre de Paris.
Junto a su gran rival, Sarah Bernhardt, sirvió como modelo del personaje de la actriz Berma en la novela de Marcel Proust En busca del tiempo perdido. La esencia de la vivacidad francesa y de la expresión animada aparecía concentrada en la actuación de Réjane, no teniendo rival para los papeles que ella adoptaba como propios.
Aparte del teatro, actuó en varios cortometrajes durante los primeros años del cine, incluyendo entre ellos un film sonoro experimental rodado en 1908.
Gabrielle Réjane fue nombrada caballero de la Legión de Honor tres meses antes de su fallecimiento, ocurrido en París en 1920 a causa de una crisis cardiaca. Fue enterrada en el Cementerio de Passy.

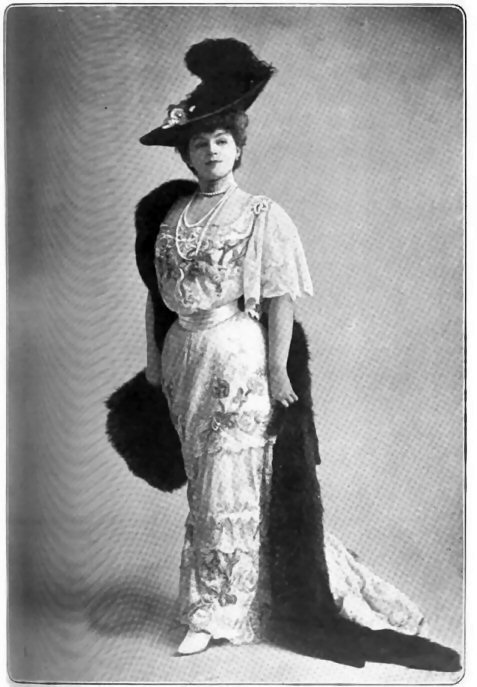
Revista Bystander, 1906

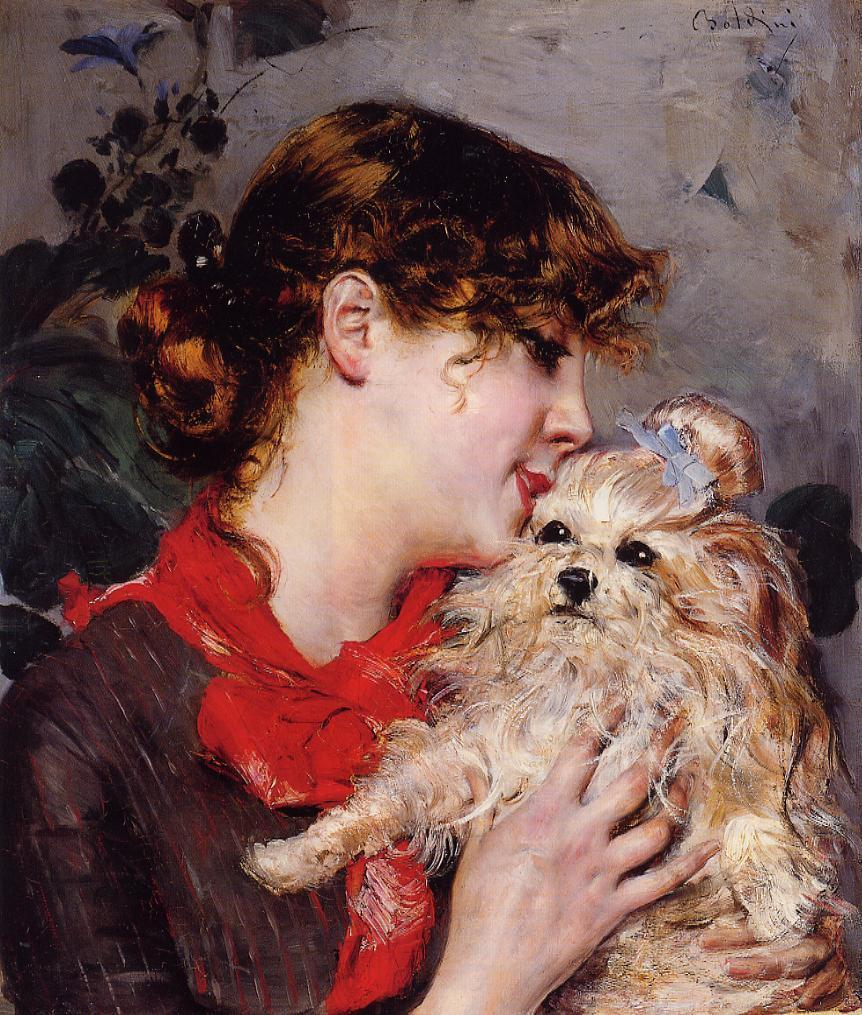
Madame Réjane por Giovanni Boldini (hacia 1885)

## Teatro
- 1875 : La Revue des deux-mondes, de Clairville y Abraham Dreyfus, Teatro du Vaudeville
- 1875 : Madame Lili, de Marc Monnier, Teatro du Vaudeville
- 1881 : Odette, de Victorien Sardou, Teatro du Vaudeville
- 1883 : Pierrot assassin, de Jean Richepin, Palacio del Trocadero
- 1883 : Ma camarade, de Henri Meilhac y Philippe Gille, Teatro du Palais-Royal
- 1885 : Clara Soleil, de Edmond Gondinet y Pierre Sivrac, Teatro du Vaudeville
- 1887 : Monsieur de Morat, de Edmond-Joseph-Louis Tarbé des Sablons, Teatro du Vaudeville
- 1887 : Le Cœur de Paris, revista, música de Philippe de Massa, Teatro Nacional de la Opéra-Comique
- 1888 : Décoré, de Henri Meilhac, Théâtre des Variétés
- 1889 : El mercader de Venecia, de William Shakespeare, Teatro de l'Odéon
- 1890 : Ma cousine, de Henri Meilhac, Théâtre des Variétés
- 1891 : Amoureuse, de Georges de Porto-Riche, Teatro de l'Odéon
- 1892 : Brevet supérieur, de Henri Meilhac, Théâtre des Variétés
- 1892 : Lysistrata, de Maurice Donnay a partir de Aristófanes, Théâtre de l'Athénée
- 1893 : Madame Sans-Gêne, de Victorien Sardou y Emile Moreau, Teatro du Vaudeville
- 1895 : Viveurs, de Henri Lavedan, Teatro du Vaudeville
- 1896 : Lysistrata, de Maurice Donnay, Teatro du Vaudeville
- 1896 : Divorçons, de Victorien Sardou y Émile de Najac, Teatro du Vaudeville
- 1897 : La Douloureuse, de Maurice Donnay, Teatro du Vaudeville
- 1897 : Le Partage, de Albert Guinon, Teatro du Vaudeville
- 1898 : Pamela, marchande de frivolités, de Victorien Sardou, Teatro du Vaudeville
- 1898 : Georgette Lemeunier, de Maurice Donnay, Teatro du Vaudeville
- 1899 : Le Lys rouge, de Anatole France, Teatro du Vaudeville
- 1899 : Amoureuse, de Georges de Porto-Riche, Teatro du Vaudeville
- 1899 : Madame de Lavalette, de Émile Moreau, Teatro du Vaudeville
- 1899 : La Parisienne, de Henry Becque, escenografía de André Antoine, Teatro Antoine
- 1900 : Le Béguin, de Pierre Wolff y Georges Courteline, Teatro du Vaudeville
- 1900 : La Robe rouge, de Eugène Brieux, Teatro du Vaudeville
- 1900 : Sylvie ou la Curieuse d'amour, de Abel Hermant, Teatro du Vaudeville
- 1901 : La Pente douce, de Fernand Vanderem, Teatro du Vaudeville
- 1901 : La Course du flambeau, de Paul Hervieu, Teatro du Vaudeville
- 1902 : La Passerelle, de Francis de Croisset, Teatro du Vaudeville
- 1902 : Le Masque, de Henry Bataille, Teatro du Vaudeville
- 1902 : Le Joug, de Albert Guinon y Jane Marny, Teatro du Vaudeville
- 1903 : Heureuse, de Maurice Hennequin y Paul Bilhaud, Teatro du Vaudeville
- 1903 : Antoinette Sabrier, de Romain Coolus, Teatro du Vaudeville
- 1903 : Germinie Lacerteux, de Edmond de Goncourt y Jules de Goncourt, Teatro du Vaudeville
- 1904 : La Montansier, de Gaston Arman de Caillavet, Robert de Flers, Henri-Gabriel Ibels, Théâtre de la Gaîté
- 1905 : L'Âge d'aimer, de Pierre Wolff, Théâtre du Gymnase Marie-Bell
- 1906 : La Piste, de Victorien Sardou, Théâtre des Variétés
- 1906 : La Savelli, de Max Maurey, Gilbert Thierry, Teatro Réjane
- 1907 : La Course du flambeau, de Paul Hervieu, Teatro Réjane
- 1907 : Paris-New York. de Francis de Croisset, Emmanuel Arène, Teatro Réjane
- 1907 : Après le pardon, de Matilde Serao, Pierre Decourcelle, Teatro Réjane
- 1908 : L'Impératrice, de Catulle Mendès, Teatro Réjane
- 1908 : Qui perd gagne, de Pierre Veber a partir de Alfred Capus, Teatro Réjane
- 1908 : Israël, de Henry Bernstein, Teatro Réjane
- 1909 : Trains de luxe, de Abel Hermant, Teatro Réjane
- 1909 : La Course du flambeau, de Paul Hervieu, Teatro Réjane
- 1909 : Le Refuge, de Dario Niccodemi, Teatro Réjane
- 1909 : Madame Margot, de Émile Moreau y Charles Clairville, Teatro Réjane
- 1911 : L'Enfant de l'amour, de Henry Bataille, Teatro de la Porte Saint-Martin
- 1913 : Alsace, de Gaston Leroux y Lucien Camille, Teatro Fémina
- 1916 : L'Amazone, de Henry Bataille, Teatro de la Porte Saint-Martin
- 1918 : Notre image, de Henry Bataille, escenografía de Armand Bour, Teatro Réjane